# Sebastián Martelli
Sebastián Alejandro Martelli (Buenos Aires, 13 marzo 1996) è un calciatore argentino, centrocampista svincolato.

## Caratteristiche tecniche
È un esterno destro.

## Carriera
Cresciuto nelle giovanili del Vélez Sarsfield, ha esordito il 14 settembre 2014 in occasione del match perso 1-0 contro il Belgrano.